# MöhnetalRadweg
Der MöhnetalRadweg ist ein 65 Kilometer langer Radweg, der in der Nähe des Bahnhofs Brilon Stadt beginnt. Von hier verläuft er entlang der Möhne und des Möhnesees bis Neheim, wo der RuhrtalRadweg anschließt. Offiziell eröffnet wurde der Radweg am 19. April 2013 an der Staumauer des Möhnesees. Die genutzten Radwege waren bereits zuvor vorhanden, sie wurden aber nicht als durchgehender Radweg entlang der Möhne vermarktet. Die Bahntrassenradwege auf der ehemaligen Möhnetalbahn sind zwischen 1975 und 1983 entstanden und wurden zuvor ausschließlich als Pengel-Anton-Radweg vermarktet, der ab Völlinghausen weiter nach Soest verläuft. Im Jahr 2020 wurden an einer Zählstelle in Völlinghausen erstmals über 100.000 Radfahrer und damit 42 Prozent mehr als im Vorjahr gezählt.

## Streckenverlauf
Der MöhnetalRadweg wird in drei verschiedenen Wegeführungen angeboten. Die Hauptvariante führt entlang des Südufers des Möhnesees. Die Nordvariante verläuft hingegen entlang des Nordufers des Sees. Für die Fahrt von der Möhnetalsperre nach Neheim besteht neben der direkten Hauptvariante entlang der L745 noch eine Panoramavariante ab Niederense, die bei Haus Füchten auf den RuhrtalRadweg trifft. Der Radweg verläuft überwiegend im Gefälle ohne größere Aufstiege. Er ist zum Teil auf Bahndämmen ehemaliger Bahnstrecken angelegt und Teil des landesweiten Radverkehrsnetz NRW.
An der offiziellen Möhnequelle am Poppenberg in Brilon führt der Radweg nicht entlang, da er erst 2 Kilometer weiter nördlich in der Innenstadt von Brilon am Bahnhof beginnt. Ansonsten verläuft er stets entlang der Möhne bis zur Mündung in die Ruhr. Ab dem Bahnhof in Brilon bis kurz vor Rüthen verläuft der Radweg überwiegend auf dem Bahndamm der abgebauten Möhnetalbahn der Westfälische Landes-Eisenbahn über Wülfte und Heidberg entlang der B516. Vor Wülfte steht der Knotenpunkt 9, an dem Anschluss zum Almeradweg nach Paderborn besteht. Zwischen Heidberg und Rüthen wechselt der Radweg dann auf Forstwirtschaftswege durch bewaldetes Gebiet, da hier die Bahnstrecke noch betriebsfähig erhalten ist. In Rüthen selber führt der Radweg durch ein Wohn- und Industriegebiet. Anschließend führt der Radweg bis Belecke weiter über Forstwirtschaftswege entlang der Möhne. In Belecke verläuft der Radweg teilweise über das Straßennetz und über gesonderte Radwege. Nach dem Verlassen von Belecke verläuft der Radweg wieder bis Völlinghausen auf dem Bahndamm der abgebauten Möhnetalbahn, meist fernab des Straßennetzes durch bewaldetes Gebiet. Auf diesem Streckenabschnitt überquert der Radweg auch einige Male die Möhne über ehemalige Bahnbrücken. Im nächsten Ort Sichtigvor wurde der alte Bahnhof zu einem Gasthaus für Radfahrer hergerichtet und zwei Eisenbahnwaggons aufgestellt, in denen Exponate zur Möhnetalbahn und eine Modellbahnanlage ausgestellt sind. Über Allagen, Niederbergheim und Völlinghausen führt der Radweg dann zum Knotenpunkt 68, wo sich der Radweg in die Hauptvariante entlang des Südufers und die Nordvariante entlang des Nordufers des Möhnesees aufteilt.
Nachdem beide Varianten am Knotenpunkt 75 wieder aufeinandertreffen, folgt der Radweg bis Neheim zum Teil der ehemaligen Bahnstrecke Ostönnen – Neheim der AG Ruhr-Lippe-Eisenbahnen. Bis Niederense wird ein ehemaliger Abzweig zur Möhnetalsperre genutzt, der dem Materialtransport zum Bau der Talsperre diente. Die Führung auf einer ehemaligen Bahntrasse ist in diesem Abschnitt kaum zu erkennen, da mit dem Abbau auch die parallele Straße ausgebaut wurde und für den Radweg nur der Seitenstreifen neben der Kreisstraße blieb. Über Günne führt der Radweg nach Niederense zum Knotenpunkt 77, wo als Alternative die Panoramavariante über den Haarstrang zur wenig attraktiven Landstraßenbegleitenden Führung bis Neheim möglich ist. Erst in Neheim verlässt der Radweg wieder den Seitenstreifen der L745 und führt direkt entlang der Möhne zum Knotenpunkt 32. An diesem Knotenpunkt trifft der MöhnetalRadweg auf den RuhrtalRadweg, über den dann auch die Möhnemündung in die Ruhr erreichbar ist.

### Südufervariante
Der Radweg verlässt am Möhneeinlauf des Möhnesees den Trassenverlauf der ehemaligen Möhnetalbahn. Die Möhne wird in diesem Bereich über eine alte Kanzelbrücke überquert und verläuft bis zur Querung mit der L857 über schwachfrequentierte Straßen. Ab der L857-Querung folgt der Radweg bis zum Campingplatz Delecke auf der Uferseite der Landstraße, entlang von Bademöglichkeiten und Bootsanlegern. Für die Führung zwischen den Knotenpunkten 72 am Campingplatz Delecke und dem Knotenpunkt 73 am Hotel Torhaus werden in Karten unterschiedliche Wegeführungen angegeben. Eine Variante führt direkt entlang der B229 nach Torhaus. In einer längeren Variante wird der Zipfel um die Delecker Mark über die Delecker Bucht und den Hevenebenarm befahren. Ab Torhaus kommen beide Varianten wieder zusammen und überqueren auf einem Damm den See des Hevenebenarms. Nach dem Damm verläuft der der Radweg auf Randwegen des Sees durch Waldgebiet bis zur Möhnetalsperre, die der Radweg überquert. Hier trifft die Südufervariante am Knotenpunkt 75 mit der Nordufervariante zusammen.

### Nordufervariante
Im Gegensatz zur Südufervariante verläuft der Radweg noch weiter auf der ehemaligen Bahntrasse der Möhnetalbahn bis zum Strandbad in Wamel. Ab hier verlässt der Radweg den Bahndamm und verläuft entlang der Möhnestraße K8 am Ufer des Möhnesees über die Orte Stockum, Körbecke und Delecke bis zur Möhnetalsperre, wo diese Variante am Knotenpunkt 75 wieder mit der Südufervariante zusammengeführt wird.

### Panoramavariante
Zwischen den Knotenpunkten 77 und 32 im Abschnitt Niederense – Neheim kann die sogenannte Panoramavariante über Höingen, Ense-Bremen und Haus Füchten genutzt werden. Diese Variante verläuft über den Haarstrang und bietet gute Aussichtmöglichkeiten auf die Hellwegregion und das Ruhrtal. Bei Haus Füchten trifft der Radweg am Knotenpunkt 83 auf den RuhrtalRadweg, über den auch der Endpunkt der Hauptvariante in Neheim erreicht werden kann.

## Ausbauvorhaben
Im Stadtgebiet Neheim wurde 2020 die Wegeführung des MöhnetalRadweges zwischen der Möhnepforte und der Wiedenbergbrücke geändert. Zuvor unterquerte der Radweg die Brücke der Werler Straße auf der anderen Seite der Möhne. Diese Brückenunterquerung liegt für Radfahrer ungünstig in einer scharfen S-Kurve. Die Einfahrt in die Kurven am Brückenwiderlager erfolgt jeweils im Gefälle und der Kurvenverlauf ist nicht gleich einsehbar. Ebenso sind entgegenkommende Radfahrer oder Fußgänger im Kurvenbereich erst spät erkennbar. In diesem Bereich ist es zu mehreren Unfällen gekommen. Daher hatte die Stadt Arnsberg bereits im Haushalt 2016/2017 Mittel zur Entschärfung des Streckenverlaufes bereitgestellt. In der Planung des Vorhabens wurde allerdings ersichtlich, dass keine zufriedenstellende Entschärfung der Situation möglich ist. Daher wurde der MöhnetalRadweg in diesem Bereich auf die andere Seite der Möhne verlegt werden. Hier befand sich zuvor ein Fußweg mit Treppenanlagen an der vorgesehenen Streckenführung. Diese wurden im Zuge der Maßnahme beseitigt und ein 3 Meter breiter asphaltierter Radweg erstellt. Die Maßnahme wurde mit Baukosten in Höhe von 227.000 € veranschlagt, wobei voraussichtlich 141.000 € vom Land NRW gefördert werden.
Für 2022[veraltet] hat Straßen NRW angekündigt im Rahmen der Deckensanierung der L745 zwischen Neheim und Ense einen 2,5 Meter breiten Zweirichtungsradweg entlang der Straße zu erstellen. Der Radweg soll in östlicher Richtung entlang der Straße angelegt werden und durch eine Doppelleitplanke baulich von der Landstraße getrennt werden. Heute besteht in diesem Abschnitt nur beidseitig ein schmaler Randstreifen, der durch Markierungen und Leitpfosten von der Fahrbahn getrennt ist.

## Anreise
Der Startpunkt des Radweges liegt am Bahnhof Brilon Stadt, von dem aus regelmäßige Verbindungen nach Dortmund und Marburg bestehen. Der Endpunkt liegt drei Kilometer vom Bahnhof Neheim-Hüsten entfernt, von dem aus regelmäßig direkte Verbindungen nach Dortmund, Hagen, Kassel, Brilon Stadt und Winterberg bestehen. An Sonn- und Feiertagen vom letzten Wochenende im April bis zum 3. Oktober bietet die Regionalverkehr Ruhr-Lippe Busverbindungen mit Fahrradanhänger auf Teilstrecken des MöhnetalRadweges an. Eine Linie verkehrt zwischen Brilon und Belecke, eine zweite in der Relation Warstein – Belecke – Völlinghausen – Soest und eine dritte in der Relation Soest – Günne – Neheim – Sundern-Endorf.

## Bilder

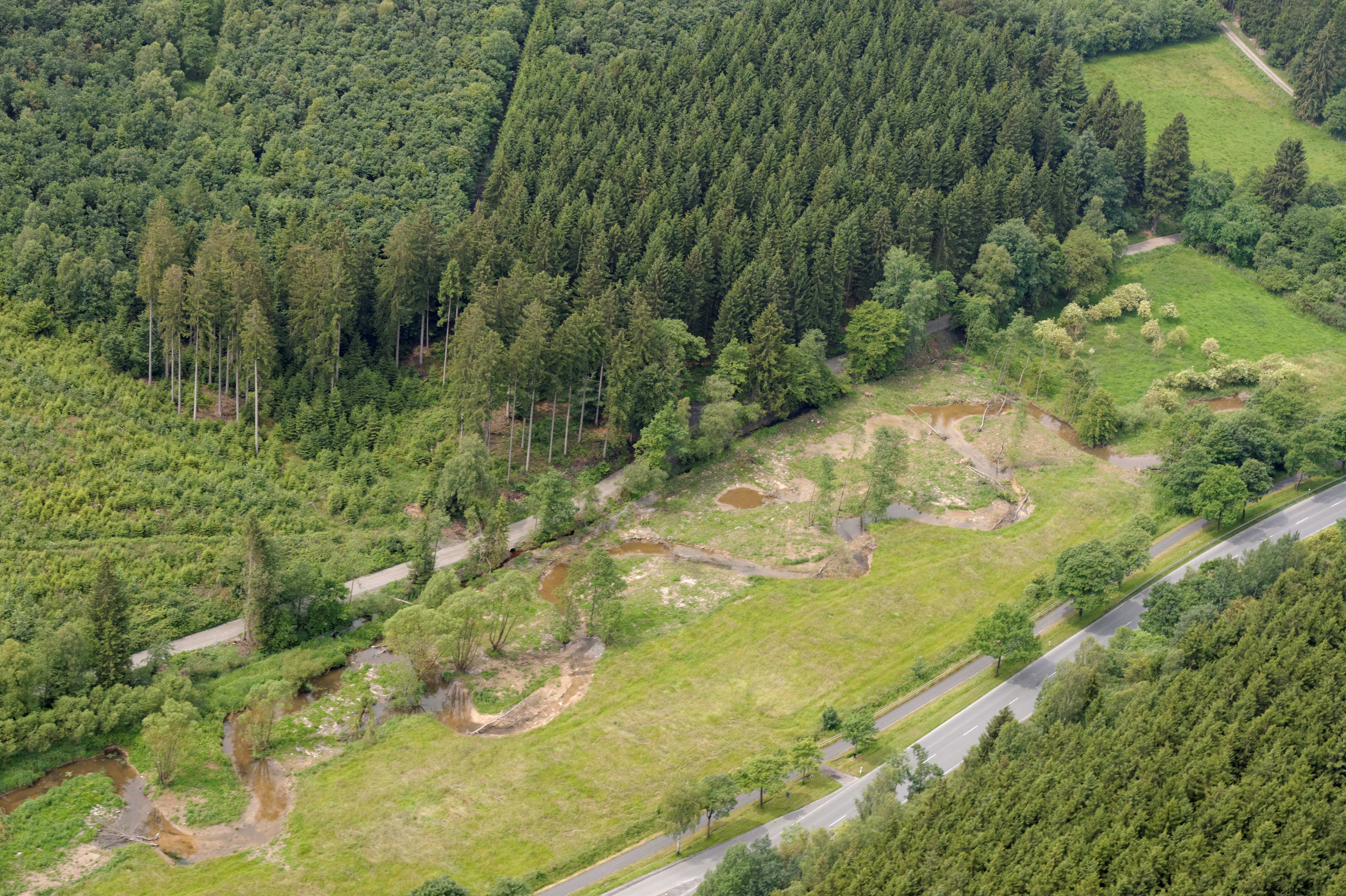
Radweg neben der B516 zwischen Wülfte und Rüthen im Möhneverlauf
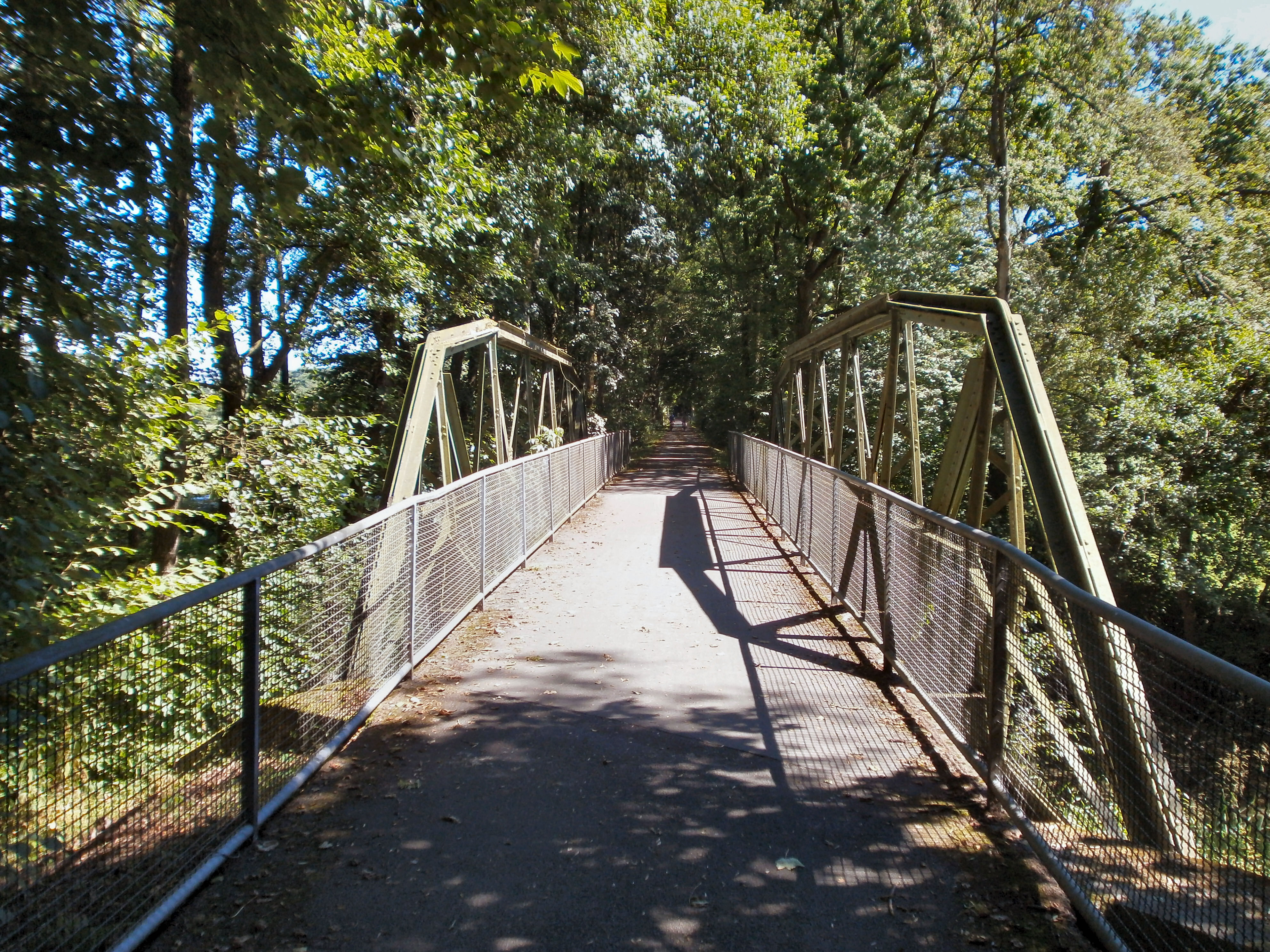
Ehemalige Bahnbrücke zwischen Niederbergheim und Völlinghausen wird heute als Radweg genutzt
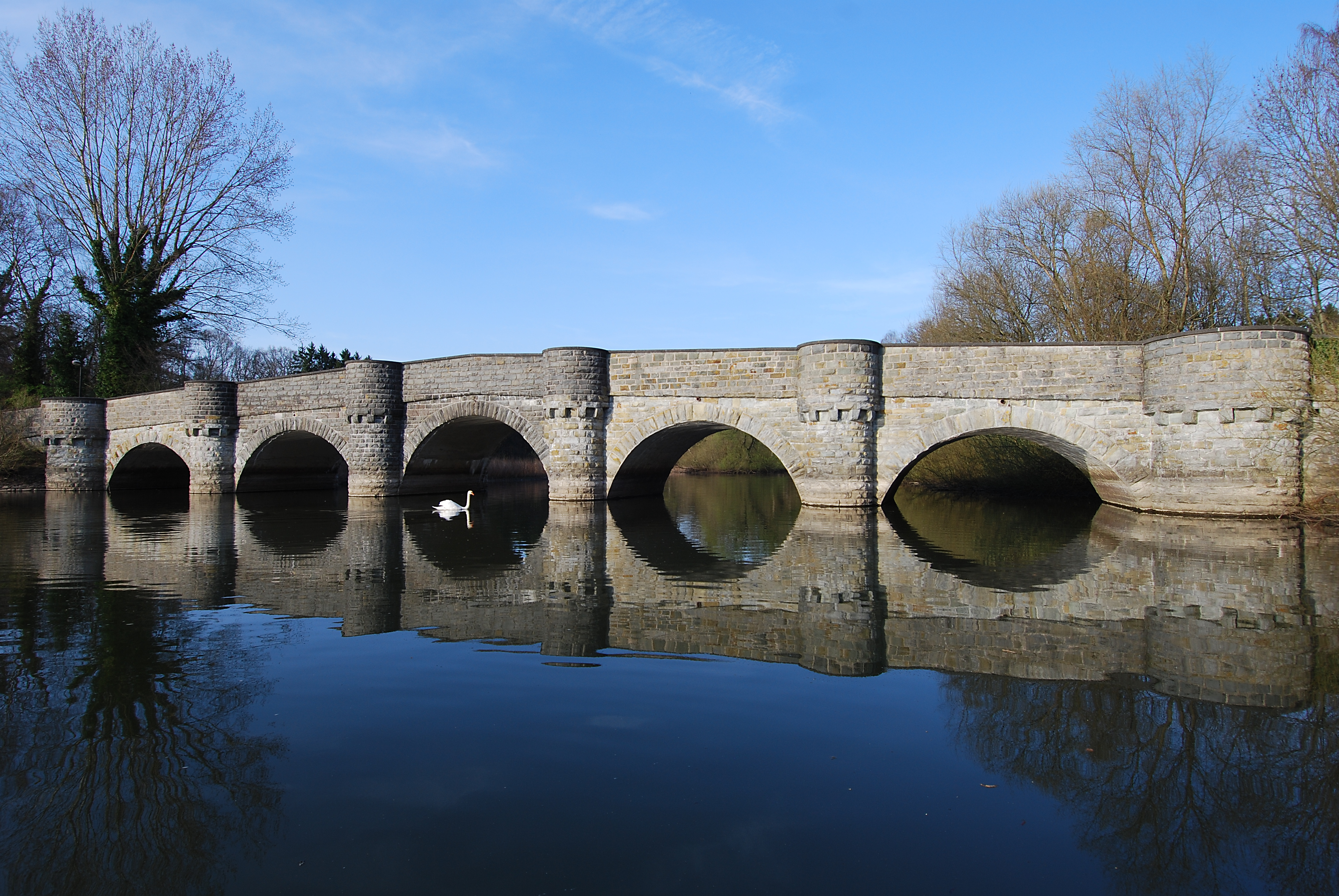
Am Einlauf des Möhnesees verläuft der Radweg über eine Kanzelbrücke
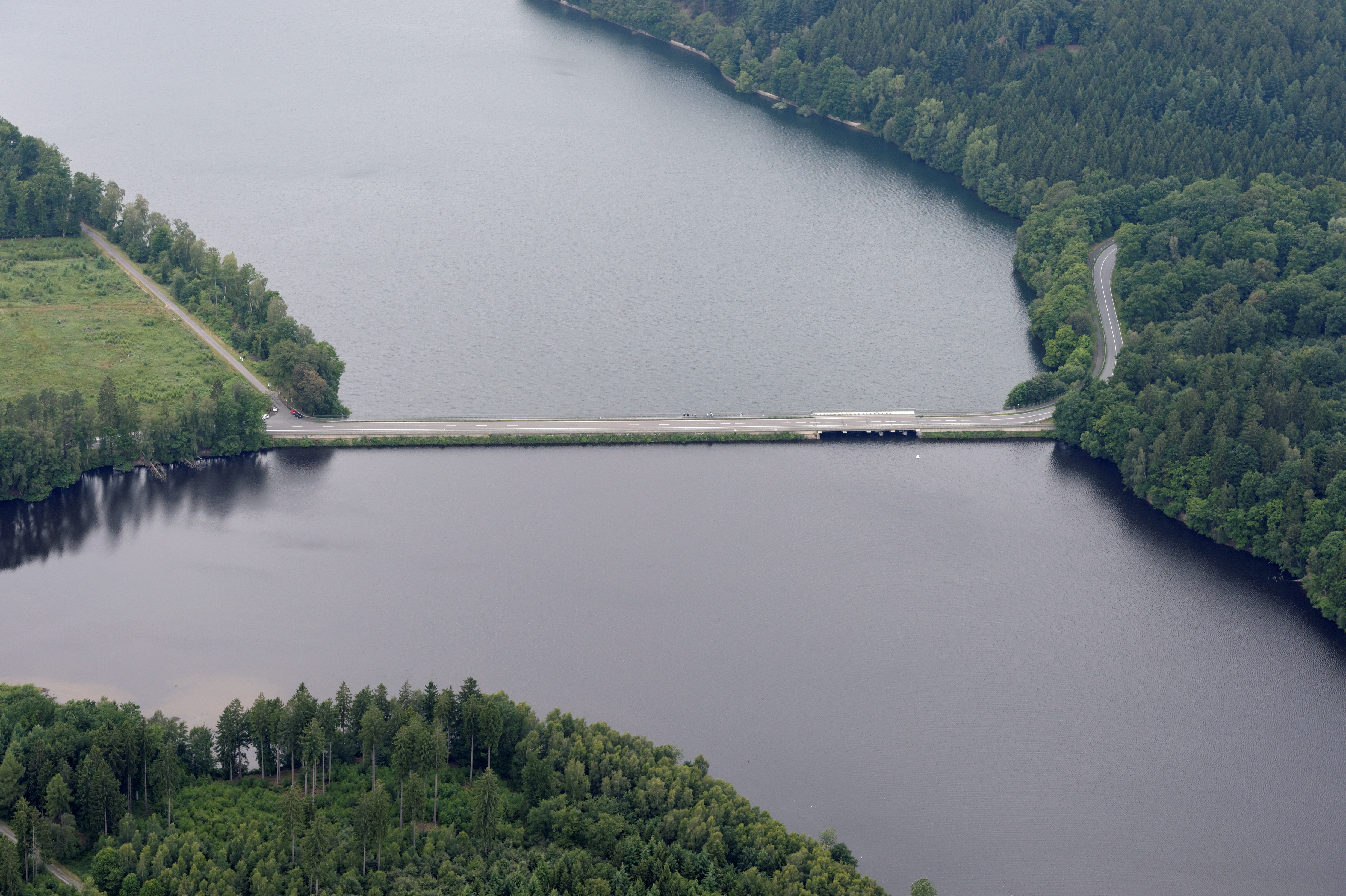
Radweg und B229 auf dem Hevedamm
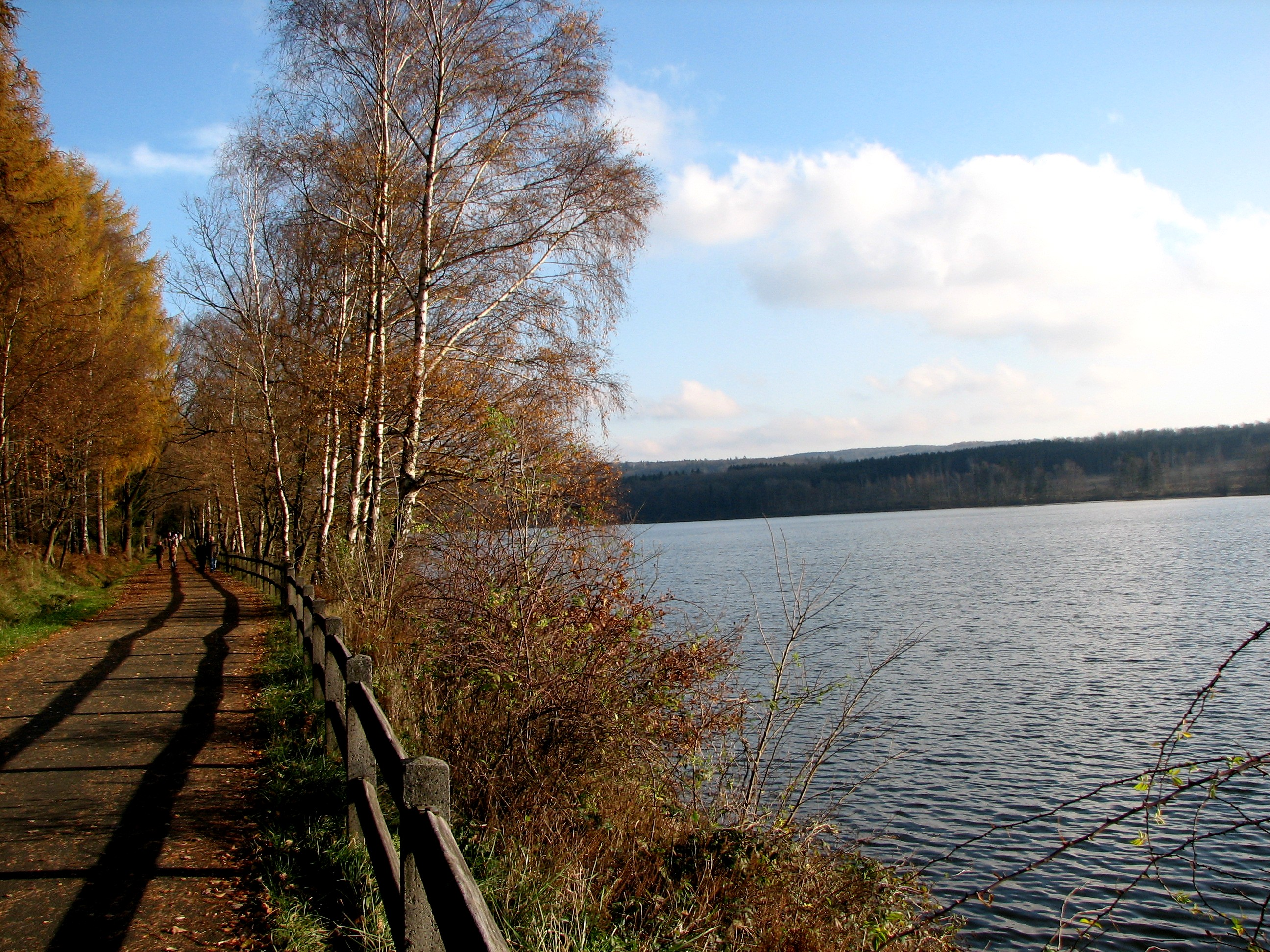
Radweg entlang des Hevenebenarms
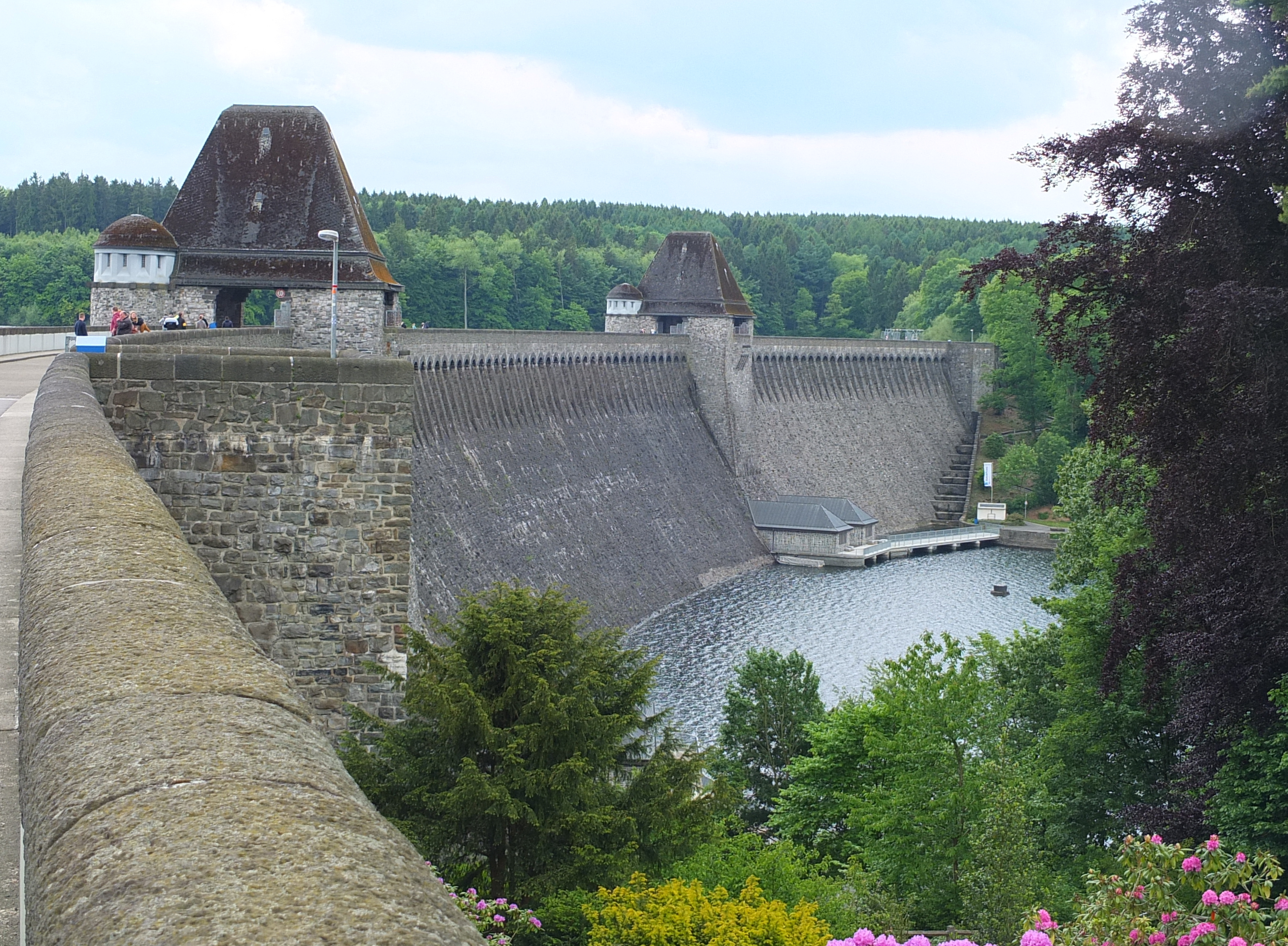
Radweg auf der Möhnetalsperre
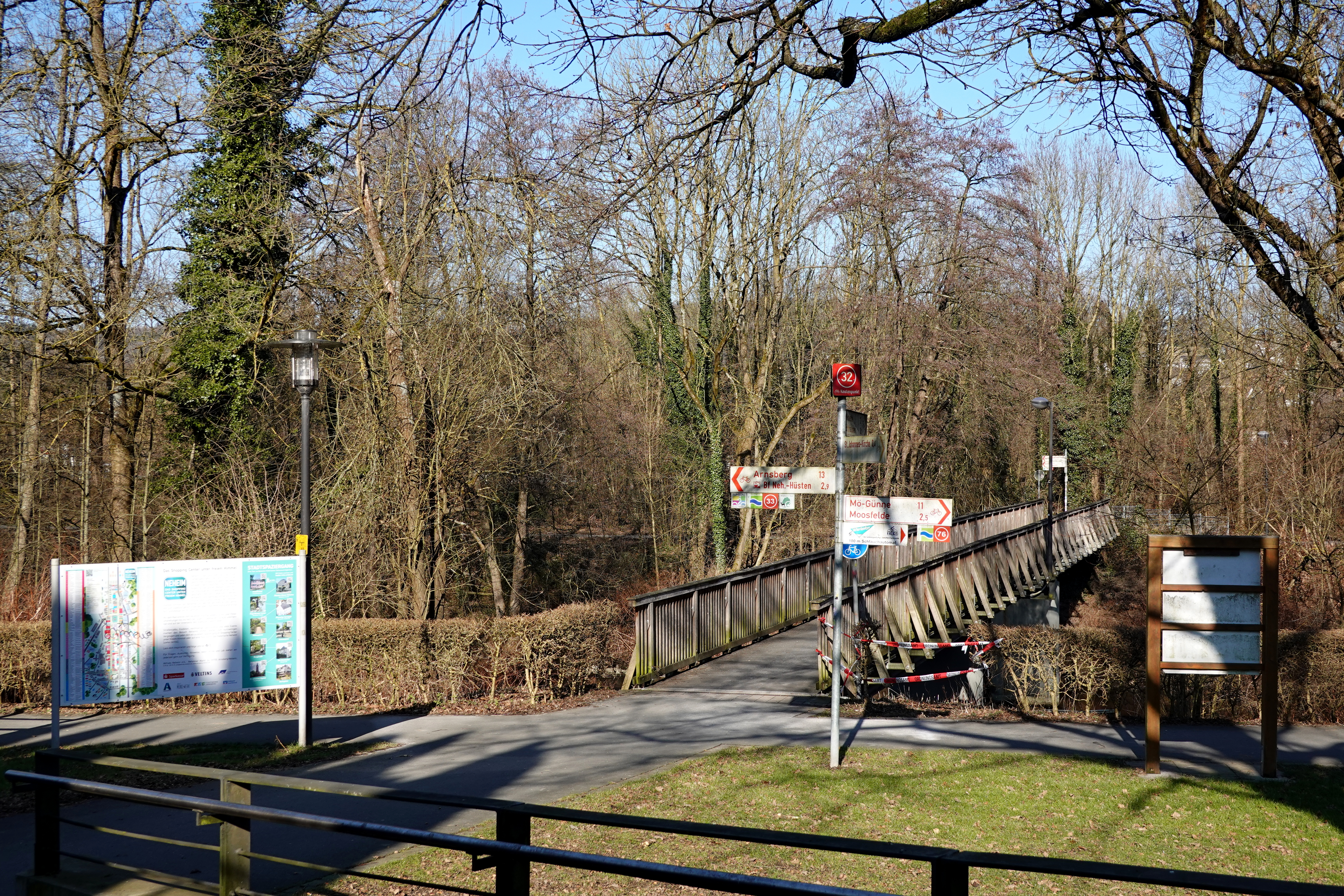
Knotenpunkt 32 (Möhnebrücke)
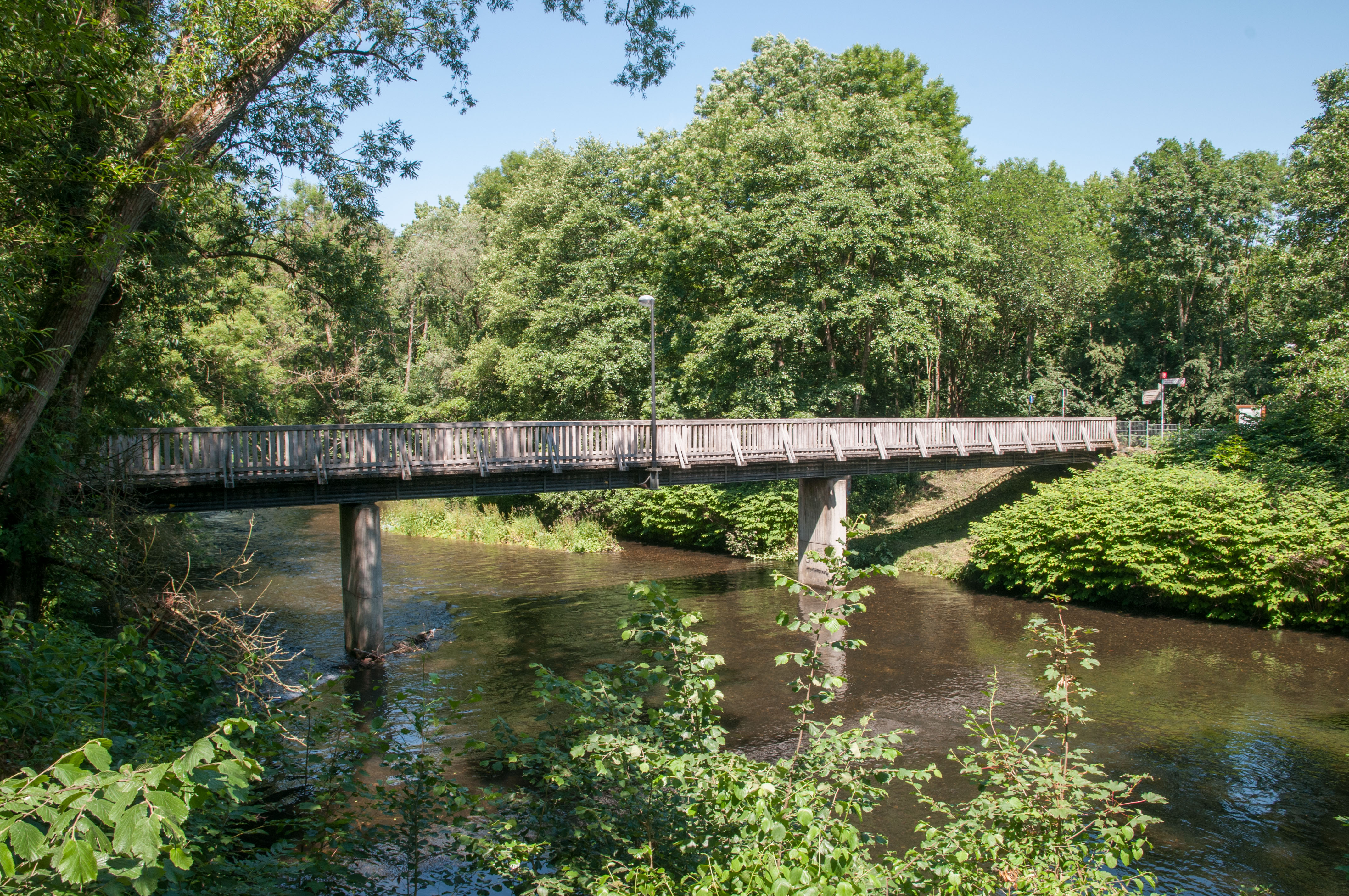
Endpunkt des MöhnetalRadweges am Knotenpunkt 32 und Anschluss an den Ruhrtalradweg
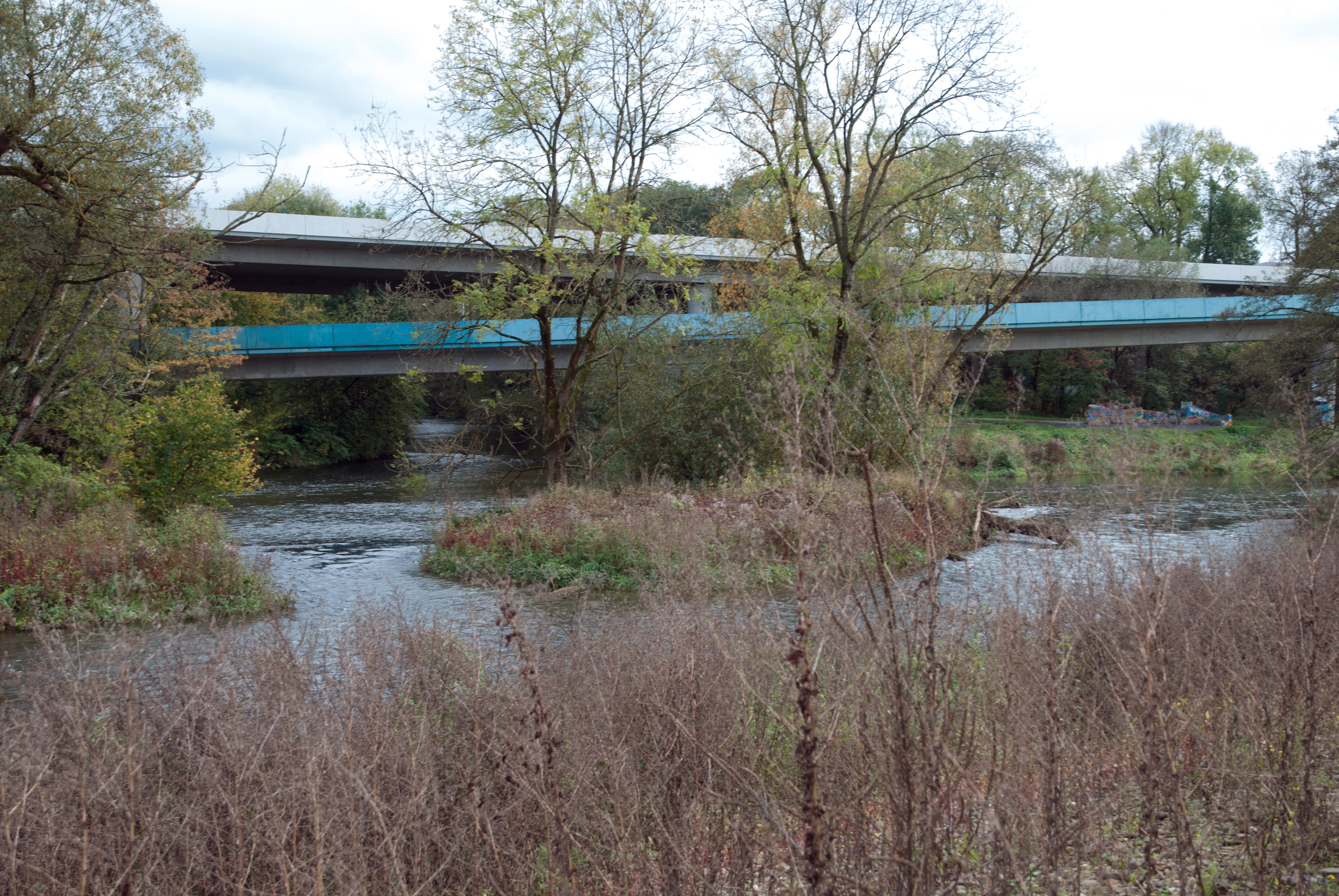
Zusammenfluss von Möhne (im Bild hinten) und Ruhr